# Rare Cuts
Rare Cuts è un'EP dei Bullet for My Valentine uscito solo in Giappone. Il CD contiene anche due cover, una dei Metallica e una dei Pantera. Il DVD contiene un live registrato a Tokyo e il video di Tears Don't Fall.

## Tracce
1. My Fist Your Mouth Her Scars – 3:53
2. Seven Days – 3:26
3. Domination – 5:04 – cover dei Pantera
4. Welcome Home (Sanitarium) – 6:17 – cover dei Metallica
5. Tears Don't Fall (acustica) – 4:37

## Bonus DVD
1. 4 Words (To Choke Upon) (Live Al Club Quattro, Shibuya, Tokyo, Japan)
2. Suffocating Under Words Of Sorrow (What Can I Do) (Live Al Club Quattro, Shibuya, Tokyo, Japan)
3. Cries In Vain (Live Al Club Quattro, Shibuya, Tokyo, Japan)
4. Tears Don't Fall (versione video alternativa)

## Formazione
- Matthew Tuck - voce, chitarra ritmica
- Michael Paget - chitarra solista, terza voce
- Jason James - basso, screams, seconda voce
- Michael Thomas - batteria